# Hipici
Hipici (engl. hippies), omladinski pokret nastao u SAD 1960-ih godina, koji se bunio protiv američkog potrošačkog društva u cilju stvaranja novog društva zasnovanog na miru i ljubavi. Hipici propovedaju ne samo političku revoluciju već i unutrašnju revoluciju svakog pojedinca.
Hipi pokret je nastao u zalivskoj oblasti San Franciska (Kalifornija), odakle se proširio ostatkom sveta. Hipi pokret je našao svoj muzički izraz u psihodeličnom roku, čiji su najznačajniji predstavnici Jefferson Airplane, Grateful Dead, Janis Joplin, The Doors, Pink Floyd, Džimi Hendriks i mnogi drugi.

## Istorija hipi pokreta

### Poreklo: bitnici i frikovi
Početkom 1960-ih u Hejt Ešburiju, delu San Franciska, grada koji će postati kolevka novog pokreta, okupljaju se bitnici. Oko njihovih književničko - pesničkih družina okupljaju se studenti, a zatim i drugi znatiželjnici i istomišljenici, protivnici nametnutih društvenih normi.

„Naš program je kulturna revolucija kroz potpuni napad na postojeću kulturu... naša muzika, naša odjeća, naši domovi, način na koji govorimo i hodamo, način na koji raste naša kosa, način na koji pušimo i vodimo ljubav, jedemo i spavamo - sve to predstavlja jednu poruku: sloboda!“

John Sinclair
Bili su pobornici hedonističkog načina života i drugačijih stanja svesti. Nazivani su frikovima (eng. freak – čudak). Obični ljudi ih smatraju nemoralnim, lenjim i prljavim, no ima i onih koji u svemu tome vide romantični povratak u detinjstvo i beg od civilizacije. Tu su se sretali stari boemi i bitnici koji su obožavali alkohol i tinejdžeri koji su uživali nove opijate. Američki pisac Ken Kizi (Ken Kesey), kontrakulturna ikona, je predstavljao vezu između beat generacije 1950-ih i hipija 1960-ih.
Ken Kizi se početkom 1960-ih preselio se u La Hondu, južno od San Franciska, gdje je razvio pravu psihodeličnu komunu pod nazivom Vesele šaljivdžije (en. Merry Pranksters). La Honda je postala okupljalište umjetnika, pjesnika i muzičara. Tu je Kizi počeo s praksom tzv. "acid testova", tj. okupljanja istomišljenika radi zajedničke konzumacije halucinogenih sredstava. Oni koji su htjeli da učestvuju u njegovim acid-testovima bili su obavezni da se obuku što luđe i da plate simboličan doprinos u iznosu od jednog dolara, pri čemu je svako mogao da konzumira količinu halucinogenih sredstava koliko je mogao da podnese. Oni kojima je LSD podsticao kreativnost imali su na raspolaganju muzičke instrumente. Svako je sa tim instrumentima mogao raditi šta je htio, a najčešće ih je upotrebljavala grupa The Warlocks, koja je kasnije postala slavna pod imenom Grateful Dead.
Merry Prankstersi su 1964. godine putovali su Amerikom u starom, veselo obojenom autobusu, zagovarajući upotrebu LSD-a, koji je tada bio legalan. Svi su nosili šarenu odjeću i bili stalno drogirani. U svojem misionarskom krstarenju Amerikom Prankstersi su se uputili i na Istočnu obalu u želji da se susretnu s Timoti Lirijem i bitnicima. Ali susret je pokazao da je i među njima generacijski jaz nepremostiv. Beatnici su u LSD-u gledali sredstvo koje omogućuje uranjanje u Apsolut, a Prankstersi su više težili zabavi. Izgled i način života Merry Prankstersa poslužili kao uzor kasnijem hipi pokretu.
Na globalnoj političkoj sceni aktuelno je bilo zaoštravanje blokovske podele sveta, hladni rat, trka u naoružanju, Kubanska kriza, Berlinski zid i rasplamsavanje rata u Vijetnamu. Vojna intervencija u Vijetnamu ubrzala je definitivni razlaz između mlade generacije i etablirane Amerike. Što je više jačao američki vojni angažman, to se među mladima radikalizovao antiratni stav koji se postupno prerastao u sve izraženiju odbojnost prema svemu što su smatrali idejnim izvorištem nasilja i militantnih ideologija. Niko se više nije nadao rešenjima unutar institucionalnih okvira pa se, među mladima, povećavao broj onih koji su bili spremni posve raskinuti sa svijetom konvencija i izgraditi vlastiti svet u kojem bi uistinu zaživjele vrednosti koje su dotad bile samo prazne reči.

### Razvoj hipi pokreta
Sredinom šezdesetih godina, pod uticajem pesnika bit generacije, u Kaliforniji se javlja nova Hipi kultura. Hipici su osporavali instituciju braka i ulogu porodice, i pokušali oživotvoriti svoju alternativnu životnu filozofiju. Nastojeći da organiziraju život po svojim pravilima kao uzor su im poslužile komune u kojima su živele zajednice istomišljenika, poput Veselih šaljivdžija, poznatih negatora društvenih normi iz La Honde. Takav model življenja uskoro su prihvatili desetine hiljada mladih ljudi, najpre na području San Franciska, potom i u ostalim gradovima Amerike, pa i Evrope. Komune su, po vjerovanju mladih, trebale biti primjer idealnoga društva, svojevrsna korekcija svega onoga što su zamjerali svijetu kojem su upravo okretali leđa.
Prvo veliko hipi okupljanje (Human Be-In) održano je u januaru 1967. u Golden gejt parku u San Francisku. Na letku koji je najavljivao skup pisalo je da će se: “sjedinjenje ljubavi i aktivizma... konačno dogoditi kad se politički aktivisti s Berklija i hipi zajednica ...sastanu na ovom plemenskom skupu”. Došlo je oko 30.000 ljudi, što je predstavljalo prvu potvrdu da postoji održiva hipi scena. Među njima su bili i Grateful Dead, Jefferson Airplane, Big brothers i Quicksilvers. Sve veći broj mladih hodočasnika u Hejt-Ešburi uzbunio je vlasti San Franciska, čiji je stav bio da će držati hipike podalje. Vlada San Franciska, rešena da zaustavi priliv mladih ljudi po početku ljetnjeg raspusta, nenameravano je donela dodatnu pažnju sceni, nizom članaka u lokalnim novinama kojim su nacionalni mediji upozoravani o sve većem broju hipika. Dnevne novine toga vremena za pripadnike hipi pokreta koriste uglavnom pogrdne izraze: lenji, prljavi, drogirani, dugokosi, promiskuitetni... Izveštavanje mejnstrim medija o hipi života u Hejt-Ešburiju privuklo je pažnju mladih iz svih krajeva Amerike.
Leto ljubavi (engl. Summer of Love) predstavlja društveni fenomen koji se zbio tokom leta 1967. godine kada se oko 100.000 mladih okupilo u Hejt-Ešburiju, gradskoj četvrti San Franciska, stvarajući atmosferu kulturne i političke pobune. Iako su se hipici istovremeno okupili i u Njujorku, Los Anđelesu, Filadelfiji, Sijetlu, Portlandu, Vašingtonu, Čikagu, Montrealu, Torontu, Vankuveru i širom Evrope, San Francisko je bio epicentar hipi revolucije u vidu mješavine muzike, psihoaktivnih droga, seksualnih sloboda, kreativnog izražavanja i politike. Leto ljubavi je postalo ključni momenat 1960-ih, kada je hipi kontrakultura izašla u javnost. Besplatna hrana i besplatni lekovi su bili dostupni u Golden Gejt parku, Besplatna klinika (koja postoji do danas) je osnovana za lečenje, a Besplatna radnja je poklanjala osnovne potrepštine svakome kome je potrebno. Ovo nezapamćeno okupljanje mladih je postalo svojevrsni društveni eksperiment, kada je alternativni način života postao zajednički mnogima, tokom te i naredne godine. Njihov način života je podrazumevao zajedničko stanovanje, besplatno i zajedničko deljenje resursa i slobodnu ljubav.
Hipici su za veoma kratko vreme prešli put od potkulturne grupacije do kontrakulture koja je ozbiljno poljuljala dominantne društvene vrednosti. Mahom su bili omladina srednje klase koja se odriče svojih građanskih privilegija i udobnosti i odlazi živeti na ulici, u komuni na granici zakona. Najpoznatiji boemski kvart u Los Anđelesu je bio Venice, dok se u San Francisku nalazio “kvart snova” Hejt Ešburi, epicentar Hipi pokreta. Hipici su se u tom kvartu masovno naseljavali tako da je 1969. bilo preko 100.000 hipika koji su tu živeli (mahom begunci od kuće). U San Francisku se nalazio i Golden Gejt park, mesto okupljanja i svakodnevnog boravljenja hipika iz tog grada i okoline. U Njujorku su hipici obožavali Ist Vilidž, artističko središte grada. Hipi pokret se veoma brzo proširio Amerikom, Evropom i drugim delovima sveta.
Postojale su glavne struje u Hipi pokretu: prva čije je glavno obeležje politički aktivizam i politička revolucija i druga koja se više okreće drogama, duhovnosti, misticizmu i unutrašnjoj revoluciji.

### Vrhunac i propast pokreta
Posle Vudstok festivala 1969. na kome je bilo oko pola miliona ljudi i koji je predstavljao vrhunac, dolazi do zamora i do gašenja hipi pokreta. Mnogi ljudi su umorni od takvog načina života, neki se vraćaju porodicama, neki postaju uspešni politički aktivisti i prelaze u mejnstrim, dok drugi postaju teroristi i odlaze u andergraund (vidi Frakcija crvene armije). Mnogi se priključuju verskim sektama a ima i onih koji postaju ogrezli u drogu i kriminal.
Hipi pokret početkom 1970-ih ubrzo napušta velike gradove da bi se raširio u unutrašnjosti. Pojedine seoske hipi komune u SAD i Evropi postoje i dan danas (vidi Kristijanija).
Mnogi teoretičari se slažu da je bitan uzrok brze propast hipi pokreta odsustvo alternativnih ekonomskih modela koji bi pokretu obezbedili samoodrživost i nezavisnost.

### Neo-hipi pokret
Krajem 20. veka pojavio se trend "sajber hipika" koji su prigrlili neke aspekte psihodelične kontrakulture 1960-ih. U elektronskoj muzici su se pojavili novi pravci, goa trens i psihodelični trens, koji su postali sastavni deo neo-hipi pokreta.
Jedno od plemenskih hipi okupljanja, pod nazivom "Dugina porodica" (en. The Rainbow Family), traje u kontinuitetu od 1972. godine. Oni se svake godine okupljaju u drugoj zemlji da bi se molili za mir u svetu i živeli u harmoniji sa prirodom. Na Duginim okupljanjima se ništa ne prodaje niti kupuje, već se sve deli. Pre ručka se, po pravilu, formira krug, prilikom čega se svi drže za ruke i izgovaraju om. Pokret duge je uglavnom inspirisan filozofijom novog doba.

## Hipi kontra-kultura
Hipi Kontrakultura je bila radikalno suprotstavljena vladajućim društvenim vrednostima. Ona se zalaže za drugačije načine života, drugačije oblike porodice, drugačije forme rada i „ne-karijerizam” kao način odnosa prema radu i životu. Hipici odbacuju osnovne poluge na kojima počiva savremeno industrijsko društvo, a posebno “američki način života”. Materijalnim vrednostima potrošačkog društva suprotstavljaju “vrednosti bića”. Zbog nenaklonog stava prema industriji, kao i zbog naklonosti koju su gajili prema prirodi, hipici su prozvani decom cveća.
Meditativni duh istoka je suprotstavljen racionalističkoj filozofiji zapada. Putovanja u Indiju, Nepal i Tibet su postala nezaobilazan put duhovnog prosvetljenja. Duhovna interesovanja hipika često su uključivala zen budizam, šamanizam i hrišćanski misticizam. Hipici su, poput Indijanaca, pored imena pod kojima su rođeni, imali običaj davanja novog imena koje je imenovalo ono što oni stvarno jesu ili žele da postanu. Građansku porodicu zamenjuju plemenom.
Hipi pokret je svoju kontrakulturu suprotstavljao vladajućoj kulturi i politici na razne načine: protestima, marševima, koncertima, proglasima, grafitima, načinom života. Kontrakultura razvija svoje alternativne „institucije“: andergraund štampu (samizdat, fanzini), komune, skvotove, alternativne kulturne i socijalne centre, zadruge i slično.

### Mir i ljubav
Da bi naglasili svoje distanciranje od sveta nasilja i rata te proklamovali pacifističku orijentaciju, sebe su nazivali generacijom ljubavi. Pitanje ljubavi u hipi ideologiji nije samo pitanje seksualnih sloboda i ljudskih prava nego i slavlje života, ljudske topline, oslobađanje od tabua, poštovanje drugih i njihove volje, preispitivanje patrijarhata, itd.
Ljubav i mir su univerzalne teme, vara se ko misli da su ostale u 60-im!— Džon Lenon
Kao upečatljiv simbol odabrali su cveće uz obrazloženje da ono nije neprijatelj nikome, pa se govorilo i o pokretu „Dece cveća“. Često se dešavalo da na policijsku brutalnost oni uzvraćaju cvećem. Moć cveća (en. Flower Power) je bio slogan koji je izražavao pasivni otpor i ideologiju nenasilja. Postao je ukorijenjen u pokretu protiv rata u Vijetnamu. Hipici veruju da će ljubav promeniti svet i dovesti do mira. Jedan od najpoznatijih hipi slogana je bio "vodite ljubav, ne rat!"

### Muzika
Hipi pokret je nerazdvojno povezan sa rok muzikom koja predstavlja izraz nezadovoljstva i nade za novu generaciju koja hoće “da živi umesto da preživljava”, “da voli umesto da toleriše”, “da hoda umesto da trči”, “da otkriva umesto da uči” (J. P. Cartier).
Od svog nastanka psihodelični rok je bio vezan za hipi pokret. U početku je centar psihodeličnog roka bila zapadna obala SAD. Na području San Franciska stvarana je muzika koja je bila veran izraz antiratnih i antitradicionalističkih stavova hipi pokreta. Najpoznatije grupe iz San Franciska su bile Jefferson Airplane, Grateful Dead, Big Brother and the Holding Company s pevačicom Janis Joplin, Quicksilver Messenger Service, Love, The Charlatans, The Doors, i drugi.
Ubrzo se psihodelija proširila iz zalivske oblasti San Franciska na ostatak zemlje, a zatim i na Evropu, da bi postala najveći rok fenomen kasnih 1960-ih. Najistaknutiji predstavnici britanske psihodelične scene su bili Pink Floyd. Ostali bendovi koji su obeležili hipi pokret su Bitlsi, Creedence Clearwater Revival, Country Joe & The Fish, Bob Dilan, Iron Butterfly, The Rolling Stones, Frenk Zapa i Džimi Hendriks.

### Droga
Druga stvar takođe povezana sa Hipi pokretom je upotreba psihodeličnih i opojnih droga, prvenstveno LSD-a i marihuane. Razlika u odnosu na pedesete je drastična. 1950-ih su droge konzumirali pretežno muzičari, a u 1960-ih je LSD-euforija zahvatila podjednako i glazbenike i publiku. Pod uticajem LSD-a nastaje psihodelični rok, “muzika unutrašnjeg putovanja”.
Masovno uzimanje droge kod hipika ima svoju filozofsku dimenziju, jer se u hipi kulturi drogama pridavalo “sveto mesto”. Oko uzimanja droga su se razvili čitavi rituali, poput ritualnog pušenja, esid partija, zajedničkog psihodeličnog putovanja uz muziku i mističnih putovanja (eng. trip) pod dejstvom LSD-a.
Neka svoja psihodelična iskustava je Oldoz Haksli upečatljivo preneo u svojim knjigama. U knjizi "Vrata percepcije" isticao je da ljudski um u svakodnevnom opažanju deluje kao filter koji selektivno propušta samo nužne informacije, dok neke supstanca, poput meskalina ili LSD-a, uklanjaju ovaj filter i tako čine ključ za vrata spoznaje. Kad se ta vrata jednom otvore onda navali bujica utisaka, boja, zvukova i slika, svakodnevne stvari vide se drukčijima, javljaju se čudne vizije, a misli koje se obično smatraju banalnim sada se pokazuju kao stvari od velikoga značenja. To, po Haksliju, nije ništa drugo do mistična ekstaza, direktan ulaz u transcendentno.

### Moda
Centralni izraz hipi identiteta je bio duga kosa (divlja, razbarušena i lepršava), koja je predstavljala njihovu pobunu, slobodu i povratak prirodi (kratka kosa je, po njihovom mišljenju, bila oznaka građanskog mentaliteta, dokaz rada za vojsku ili FBI). Odeća se sastojala od teksas farmerki, cvetnih košulja, kožnih sandala, delova vojnih uniformi, mnoštva šarenih detalja, bedževa, perli i razni ličnih ukrasa. Nakit je pravljen od prirodnih materijala, drveta, gline, vune, šarenih kamenčića i služio je kao estetski, a ne statusni simbol.
Odeća je služila ukidanju rodne razlike, jer su i momci i devojke nosili farmerke i dugu kosu. Hipici su izgledom govorili da su deca, a ne muškarci ili žene. Odjeća i boravišni prostori bili su im ukrašeni upadljivo žarkim bojama, što je trebalo biti odraz njihove životne radosti, ali je takođe bilo i rezultat konzumacije halucinogenih sredstava.

### Svetkovine
Život hipika je bio ispunjen nizom različitih svetkovina, zabava, parada, koncerata i dešavanja. Njihove proslave se razlikuju od “strejt” građanskih proslava jer se ne vezuju nizakakve tradicionalno važne datume (Dan nezavisnosti, Božić ili Uskrs) niti imaju stroga pravila i propise koji se moraju poštovati. U hipi svetkovinama element igre ima presudnu ulogu i svako ima prostora za slobodno i spontano ponašanje.
Pored svakodnevnih svetkovina, najpoznatije masovne hipi manifestacije su Vudstok i Ostrvo Vajt. Vudstok festival, održan u Vajt Lejku kod Betela u državi Njujork od 15 do 18. avgusta 1969, je verovatno najpoznatiji rok festival ikada održan. Tokom tog kišnog vikenda su nastupili mnogi od najpoznatijih muzičara tog vremena, među kojima su The Who, Jefferson Airplane, Grateful Dead, Canned Heat, Joan Baez, Janis Joplin, Joe Cocker, Jimi Hendrix i drugi. Posetilo ga je blizu pola miliona ljudi. Za mnoge je on najbolji primer kontrakulture 1960-ih i hipi-ere.

### Seksualna revolucija
Ni jedna dotadašnja generacija nije tako naglo i superiorno otkrila i oslobodila svoju seksualnost. Ljudsko telo više nije bilo tabu, na sve strane su se mogli videti goli ljudi koji se bezbrižno valjaju u blatu. Čak je i seks na otvorenom bio uobičajena pojava.
Kao izraz duha šezdesetih nastala je sintagma "seks, droga i rokenrol".

## Literatura
- Majkl Brejk, “Bitnici i Hipici”, Panpublik, Beograd, 1988.
- Stjuart Hol, “Američki hipici”, 1988.
- Džon Fisk, Popularna kultura, Clio, Beograd, 2001.
- Nikola Božilović, “Kontrakultura i hipi pokret”, Godišnjak za sociologiju, br. 1, pp. 59–81, Niš, 2005.

## Spoljašnje veze
- Hipilend
- Hipi muzej
- Jefferson Airplane Архивирано на веб-сајту  (18. јул 2001)
- Psihodelične 1960-te Архивирано на веб-сајту  (22. мај 2007)
- Hipi planeta - besplatne elektronske knjige
- Hipici